# Vieux Temple de Nouméa
Le temple protestant de Nouméa ou Vieux Temple est un temple protestant situé à Nouméa en Nouvelle-Calédonie, au pied d'un promontoire (la colline du Sémaphore), le long du boulevard Vauban et en amont de la rue de l'Alma, dans le centre-ville. Installé dans un bâtiment inauguré en 1893 et associé à un presbytère achevé en 1895 ainsi qu'à un foyer fraternel achevé en 1945, il s'agit de l'un des plus anciens lieux de culte et de l'un des plus importants édifices protestants de Nouméa.
La paroisse est membre de l'Église protestante de Kanaky Nouvelle-Calédonie.

## Histoire
La constitution progressive d'une communauté protestante relativement importante dans la petite capitale coloniale qu'était Nouméa, initialement composée surtout de colons originaires d'Angleterre ou de colonies britanniques, d'Allemagne ainsi que de certaines régions de France, a créé très tôt le besoin de se doter d'un lieu de culte. En 1871, le pasteur Léon Charbonniaud, aumônier protestant de l'Administration pénitentiaire, se voit accorder par les autorités coloniales l'autorisation d'utiliser la grande salle du tribunal pour le culte dominical. Il lance également les recherches d'un terrain en vue d'y construire un temple, finalement obtenu par un arrêté du gouverneur Léopold de Pritzbuer, lui-même protestant, en 1877,. Le pasteur Léon Charbonniaud ainsi que sa communauté mettent alors sept ans à réunir les financements nécessaires, grâce surtout à des subventions et souscriptions publiques, et le chantier commence en 1884. C'est le successeur de Léon Charbonniaud, le pasteur François Lengereau, en poste de 1886 à 1902, qui va mener à terme cette entreprise. Il s'appuie, comme pour les travaux de la cathédrale catholique voisine commencée trois ans plus tard, sur la main d'œuvre importante et gratuite fournie par le bagne,. Le temple est inauguré le 18 juin 1893, en présence du gouverneur Albert Picquié, des autorités, des notables, des fidèles protestants de la petite ville et d'un public contenant de nombreux catholiques.

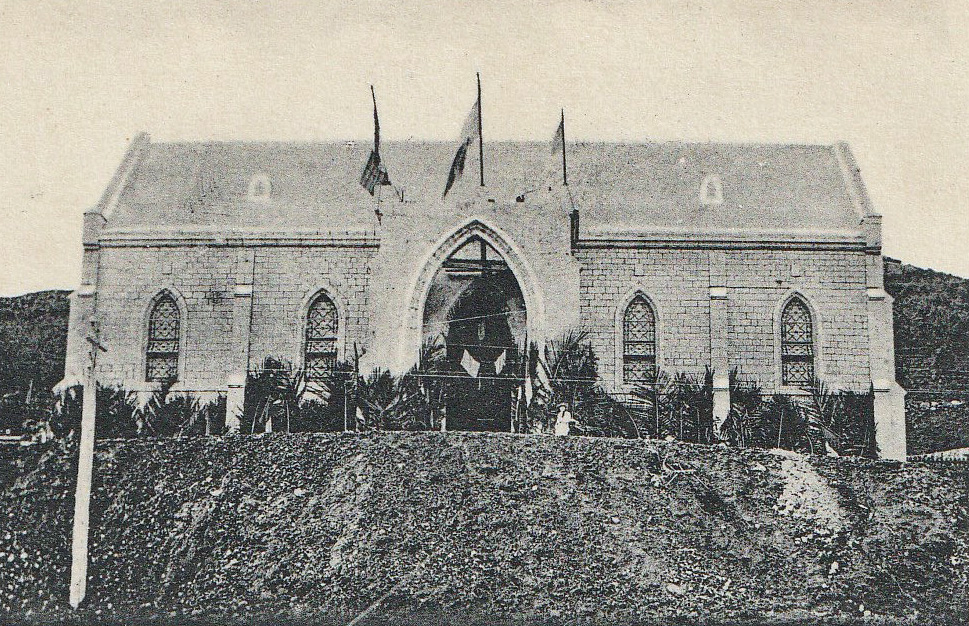
Le Temple vers 1900.

Au Vieux Temple vont s'ajouter d'autres bâtiments ou aménagements adjacents : la construction d'un presbytère au sud est vite entreprise par les membres de la paroisse et est achevée en 1895 ; le pasteur Mawe Wapae fait réaliser entre 1929 et 1936 par les élèves de l'école de la mission de Hawila à Lifou un escalier monumental dans l'axe du portail principal et de la rue de l'Alma, à l'ouest ; la présence des soldats américains, majoritairement protestants, durant la Seconde Guerre mondiale fait que, à leur demande et avec leur financement, un foyer fraternel est construit au nord du temple par l'entrepreneur Martin Bötcher entre le 15 avril 1943 et le 28 avril 1945. À l'intérieur du temple, l'une des principales modifications postérieures à l'inauguration du bâtiment reste l'installation en 1901 d'un orgue fabriqué à Sydney en 1872.
En 1992, le temple, l’escalier monumental et le mobilier intérieur dont l’orgue et la chaire, puis le presbytère en 1993, sont classés au titre des monuments historiques par la Province Sud,. Des premiers travaux de restauration ont lieu en 1998, suivis d'une campagne plus importante menée à l'initiative de l'Association pour la sauvegarde du patrimoine classé du Vieux Temple et avec le soutien de la ville de Nouméa comme de la Province Sud depuis 2007.

## Architecture

### Temple

#### Caractéristiques générales

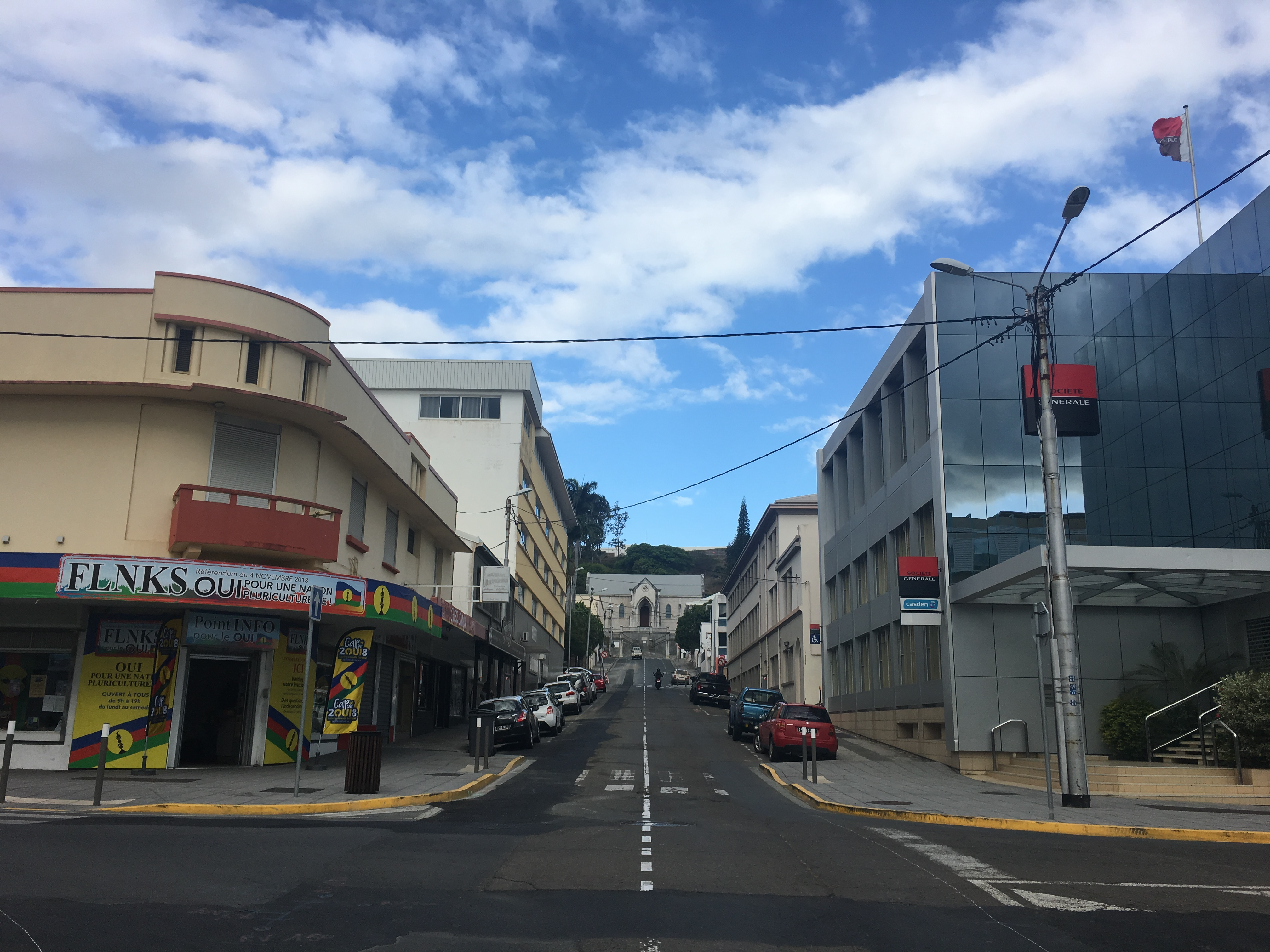
Vue du Vieux Temple dominant la rue de l'Alma dans le centre-ville de Nouméa.

Le Vieux Temple est un bâtiment de style néo-gothique rectangulaire de 24 mètres de long du nord-nord-ouest au sud-sud-est, de 9 mètres de large de l'ouest-sud-ouest vers l'est-nord-est, et de 13 mètres de haut. Au centre de la façade occidentale, au sommet de l'escalier monumental, un porche ogival orné d'une rosace s'avance au-dessus d'un portail ornemental, qui sert d'entrée principale. Une autre porte se trouve sur la façade septentrionale. Les deux portes en bois sont sculptées et richement décorées. Les vitraux représentent des thèmes floraux sans signification religieuse.
Le temple possède, comme la cathédrale ou de nombreux édifices de l'administration pénitentiaire, plusieurs caractéristiques des édifices construits par les travailleurs du bagne : son aspect sobre et ramassé, ses murs et son sol en pierre de taille, son toit en tôle ondulée.

#### Architecture intérieure

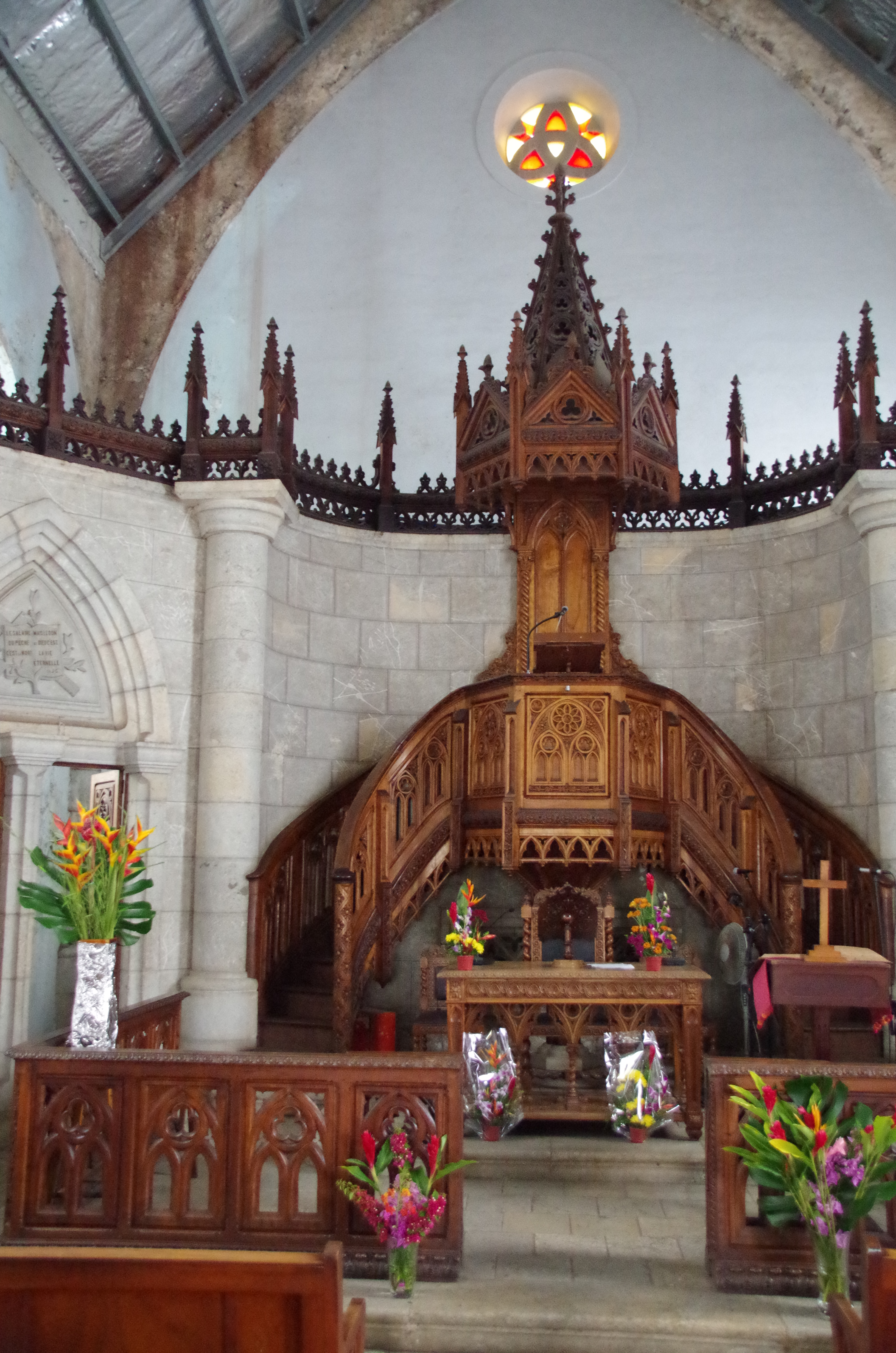
La chaire en tamanou du Vieux Temple.

Il s'agit d'une seule nef à cinq travées, avec une voûte d'ogive faite de lamelles de bois collées peintes en blanc. Une trentaine de bancs, renouvelés dans les années 1960, occupent la partie centrale de la nef et ne peuvent accueillir plus de 250 personnes. Au-dessus de l'entrée septentrionale, une mezzanine accueille l'orgue australien.
À la limite méridionale, la chaire, certainement la partie la plus décorée de l'édifice, est entièrement sculptée en bois de tamanou (bois noble endémique, assez dur, rose brun, voire rouge) par des menuisiers et ébénistes transportés. Derrière la chaire, la sacristie devait initialement abriter une bibliothèque qui n'a finalement jamais été finalisée.

### Réalisations annexes

#### Presbytère
Le presbytère, achevé en 1895 au sud, a été construit avec des matériaux fournis gratuitement par l'administration coloniale. Il comprend deux niveaux avec loggias, dont un rez-de-chaussée pour héberger les missionnaires de passage et le diaconat, et un étage pour loger le pasteur et sa famille,. Il accueille également aujourd'hui le conseil presbytéral et une chambre pour les pasteurs de passage.

#### Escalier monumental
L'escalier monumental en pierre s'appuie sur un mur de soutènement qui supporte le terrassement sur lequel le temple a été aménagé, en surélévation par rapport à la chaussée du boulevard Vauban. Sa largeur est supérieure à 13 mètres.

## Paroisse
Le Vieux Temple est le lieu de culte de l'une des deux paroisse nouméenne de l'Église protestante de Kanaky Nouvelle-Calédonie (ÉPKNC), qui s'appelait avant 2013 Église évangélique en Nouvelle-Calédonie et aux îles Loyauté (ÉÉNCIL), une Église réformée d'origine essentiellement calviniste. Il s'agissait, jusque dans les années 1960, de la seule paroisse de Nouméa, et à être en grande partie fréquentée par des fidèles européens ou polynésiens. Elle n'a donc jamais été un centre missionnaire. Puis, dans les années 1940, avec l'arrivée de plus en plus importante de Mélanésiens dans la capitale à la fin du code de l'indigénat, une double paroisse s'est implantée dans le Vieux Temple, instaurant une ségrégation ethnique, l'une étant européenne, l'autre mélanésienne. Désormais, le culte est redevenu mixte et la paroisse unie, tandis qu'une seconde a été créée dans le quartier de Montravel.
Voici une liste non exhaustive des pasteurs de la paroisse de Nouméa puis du Vieux Temple :
- 1871-1886 : Léon Charbonniaud,
- 1886-1902 : François Lengereau,
- 1909-1926 : Édouard Benignus,
- 1932-1934 : Étienne Bergeret,
- 1936-1946 : Marcel Ariège,
- 1980-1986 : Sailali Passa,
- 1987-1991 : Wanir Welepane,
- 1992-1997 : Hnoija Jean Wetewa,
- ... -2011 : Wahopi Kaémo,
- 2011- : Caïko Löqa.